# Stazione di Mets-Willets Point
La stazione di Mets-Willets Point (in inglese Mets-Willets Point Station), fino al 2009 conosciuta con il nome Shea Stadium, è una fermata ferroviaria del Port Washington Branch della Long Island Rail Road. Serve lo stadio Citi Field e il USTA Billie Jean King National Tennis Center, nel borough newyorkese del Queens.

## Storia
La fermata venne attivata con il nome World's Fair nel 1939 per servire il sito dell'esposizione universale del 1939, l'attuale Flushing Meadows Park. La stazione venne utilizzata anche in occasione della New York World's Fair del 1964 e nel 1966 venne rinominata Shea Stadium, per via della prossimità all'omonimo impianto. Nel 2009, dopo la demolizione del Shea Stadium e la sua sostituzione con il Citi Field, la fermata fu rinominata Mets-Willets Point.

## Movimento
La stazione è servita dai treni della linea Port Washington del servizio ferroviario suburbano della Long Island Rail Road solo in occasione delle partite dei New York Mets al Citi Field e durante lo svolgimento dello US Open.

## Servizi
La stazione non è accessibile ai portatori di disabilità e non dispone di alcun servizio accessorio.

## Interscambi
La stazione interscambia con il servizio automobilistico gestito dalla MTA Regional Bus Operations e con la metropolitana di New York presso la stazione di Mets-Willets Point.
- Fermata metropolitana (Mets-Willets Point, linea 7)
- Fermata autobus